# Гуидетти, Джованни
Джованни Гуидетти (итал. Giovanni Guidetti, род. 20 сентября 1972, Модена, область Эмилия-Романья, Италия) — итальянский волейбольный тренер. 

## Биография
Родился 20 сентября 1972 года в Модене в семье волейбольного тренера Адриано Гуидетти, возглавлявшего в том году мужскую команду серии А1 чемпионата Италии «Виртус» (Болонья). 
До 1994 года Джованни Гуидетти тренировал детские команды своего родного города, а затем был назначен ассистентом главного тренера ВК «Спеццано» (Фьорано-Моденезе, провинция Модена), выступавшей в серии А2 итальянского чемпионата. В 1997 команда вышла в серию А1, а Гуидетти назначен главным тренером. В том же году он был приглашён в тренерский штаб женской национальной сборной Италии, в котором проработал 4 сезона. 
В 2000 году уехал в США, где возглавлял профессиональную команду «Гранд-Рапидс Форс». В 2001 вернулся в Италию и был назначен главным тренером ВК «Виченца», которую привёл к победе в Суперкубке Италии и 4-му месту в чемпионате страны. С 2002 возглавлял итальянские команды из Флоренции, Реджо-нель-Эмилии, Модены и Кьери. С командой «Бигмат Кераколл» (Кьери) в 2005 выиграл Кубок топ-команд ЕКВ, а в 2006 — «серебро» Кубка ЕКВ.
В 2008 году Гуидетти возглавил турецкую команду «Вакыфбанк Гюнеш» (с 2009 — «Вакыфбанк Гюнеш ТюркТелеком», с 2011 — «Вакыфбанк ТюркТелеком», с 2012 — «Вакыфбанк»), в которой неизменно работает главным тренером на протяжении 17 сезонов (по состоянию на 2025 год). За это время с командой выиграл 8 чемпионатов Турции, 5 розыгрышей Кубка и 5 — Суперкубка страны, 6 раз побеждал в Лиге чемпионов ЕКВ и 4 раза выигрывал клубный чемпионат мира.
Кроме клубной работы, Гуидетти работал главным тренером в 6 женских национальных сборных — Болгарии (2003—2004), Германии (2006—2014), Нидерландов (2015—2016), Турции (2017—2022), Сербии (2023—2024), Канады (с 2025). Сборную Германии дважды приводил к «серебру» чемпионатов Европы (2011 и 2013), «бронзе» Гран-при 2009, победе в Евролиге 2013. Со сборной Нидерландов становился серебряным призёром чемпионата Европы 2015, бронзовым призёром Гран-при 2016 и занял высокое 4-е место на Олимпиаде-2016. За 6 сезонов во главе национальной сборной Турции трижды приводил её к призовым местам чемпионатов Европы и дважды становился призёром Лиги наций. Со сборной Сербии в 2023 стал обладателем «серебра» чемпионата Европы, но после неудачи на Олимпийских играх 2024 (сборная не смогла пройти дальше четвертьфинала) ушёл в отставку. В 2025 назначен наставником сборной Канады. 

## Тренерская карьера
Гуидетти работал тренером только женских команд:
- 1994—1998 —  «Спеццано» (Фьорано-Моденезе) — серии А2 и А1— тренер, главный тренер (с 1997);
- 1997—2000 —  сборная Италии — тренер;
- 2000—2001 —  «Гранд-Рапидс Форс» (Гранд-Рапидс) — USPVL — главный тренер;
- 2001—2002 —  «Минетти» (Виченца) — серия А1 — главный тренер;
- 2002 —  «Фигурелла Фиренце» (Флоренция) — серия А1 — главный тренер;
- 2002—2003 —  «Чердиза» (Реджо-нель-Эмилия) — серия А1 — главный тренер;
- 2003—2004 —  «Модена» (Модена) — серия А1 — главный тренер;
- 2003—2004 —  сборная Болгарии — главный тренер;
- 2004—2007 —  «Бигмат Кераколл» (Кьери) — серия А1 — главный тренер;
- 2006—2014 —  сборная Германии — главный тренер;
- с 2008 —  «Вакыфбанк» (Стамбул) — 1-я женская Лига/Султанлар Лига — главный тренер;
- 2015—2016 —  сборная Нидерландов — главный тренер;
- 2017—2022 —  сборная Турции — главный тренер;
- 2023—2024 —  сборная Сербии — главный тренер;
- с 2025 —  сборная Канады — главный тренер.

## Тренерские достижения
В качестве главного тренера

### Со сборными
Германия:
- бронзовый призёр Гран-при 2009.
- двукратный серебряный призёр чемпионатов Европы — 2011, 2013.
- чемпион Евролиги 2013;
  - серебряный призёр Евролиги 2014.

 Нидерланды:
- бронзовый призёр Гран-при 2016.
- серебряный призёр чемпионата Европы 2015.

 Турция:
- серебряный (2018) и бронзовый (2021) призёр Лиги наций.
- серебряный (2019) и двукратный бронзовый (2017, 2021) призёр чемпионатов Европы.

 Сербия:
- серебряный призёр чемпионата Европы 2023.

### Клубные
- обладатель Суперкубка Италии 2001.
- 8-кратный чемпион Турции — 2013, 2014, 2016, 2018, 2019, 2021, 2022, 2025;
  - 4-кратный серебряный (2010, 2011, 2012, 2015) и 3-кратный бронзовый (2017, 2023, 2024) призёр чемпионатов Турции.
- 5-кратный победитель розыгрышей Кубка Турции — 2013, 2014, 2018, 2021, 2023;
  - 4-кратный серебряный призёр Кубка Турции — 2010, 2015, 2017, 2022.
- 5-кратный обладатель Суперкубка Турции — 2013, 2014, 2017, 2021, 2023.

- 4-кратный победитель клубных чемпионатов мира — 2013, 2017, 2018, 2021;
  - 3-кратный серебряный (2011, 2022, 2023) и двукратный бронзовый (2016, 2019).
- 6-кратный победитель Лиги чемпионов ЕКВ — 2011, 2013, 2017, 2018, 2022, 2023;
  - 3-кратный серебряный (2014, 2016, 2021) и бронзовый (2015) призёр Лиги чемпионов ЕКВ.
- победитель розыгрыша Кубка топ-команд ЕКВ 2005.
- серебряный призёр Кубка Европейской конфедерации волейбола 2006.

## Семья
20 сентября 2013 года Джованни Гуидетти заключил брак с волейболисткой сборной Турции и «Вакыфбанка» Бахар Токсой. 30 сентября 2016 в их семье родилась дочь Алисон